# Zebiniso Rustamova
Zebiniso Rustamova (n. 29 ianuarie 1955, Сталинобод, Republica Sovietică Socialistă Tadjikă, URSS) este o arcașă ce a reprezentat Uniunea Republicilor Sovietice Socialiste, medaliată olimpică. A participat la o ediție a Jocurilor Olimpice (1976) în care a câștigat o medalie de bronz.

## Participări
Lista de mai jos prezintă principalele competiții la care a participat Zebiniso Rustamova de-a lungul carierei.
- archery at the 1976 Summer Olympics – women's individual[*]